# 노스롭 YF-23

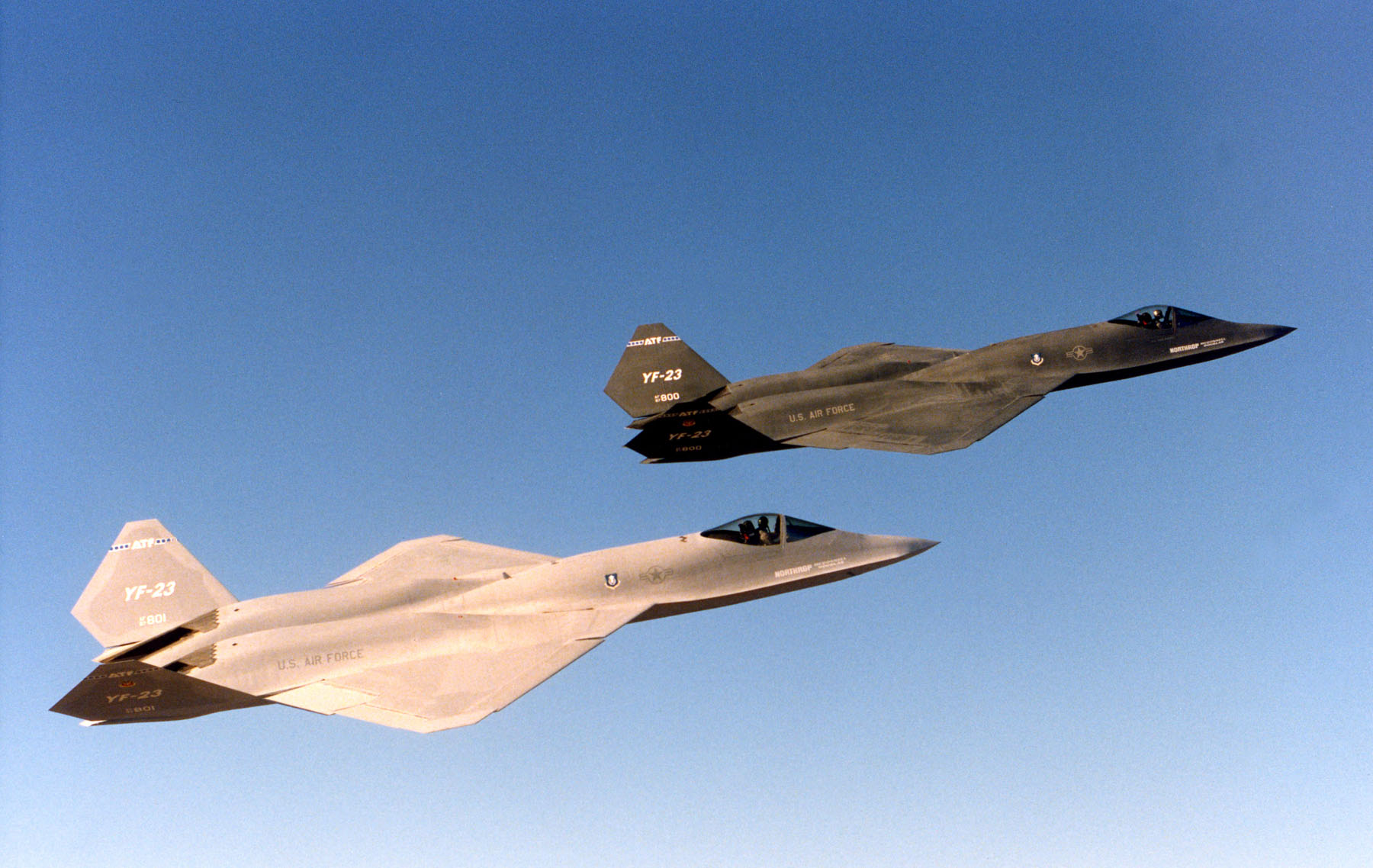
노스롭 YF-23

노스롭 YF-23(Northrop YF-23)은 미국 공군 전용 노스롭(현 노스롭 그러먼)과 맥도넬 더글러스(현 보잉)가 설계한 스텔스 전투기이다.

## 역사
미국은 소련의 su-27과 mig-29의 개발로 불안을 떨게 된다. 기동성이 좋은 소련제 최신 전투기가 F-15나 F-16과의 근접전에서는 오히려 미국제 전투기 보다 우위에 있다고 생각해서인지 미국은 오랫동안 유지해 왔던 하늘에서의 우세를 유지하기 위해 "세계 최고 수준의 공중우세(Air Dominance)전투기"를 만들기로 한다.
바로 ATF(Advance Tactinal Fighter: 고등전술전투기)사업이다.
그렇게 해서 록히드 마틴사의 YF-22와 노스롭 그러먼사의 YF-23 Black widow(검은과부거미)의 대결이 시작된 것이다.
YF-23은 YF-22에 비해 전체적인 성능이 뛰어 났다.특히 스텔스 성능이 F-22보다 뛰어나지만 기동성과 안정성에 밀려 탈락하였다.
YF-23의 성능은 다음과 같다.
- 기체 길이: 20.6
- 날개 길이: 13.3
- 높 이: 4.3
- 최대 이륙 중량: 64,000파운드(29,029kg)
- 엔 진: 프랫 앤 휘트니 사의 YF119 터보팬 엔진 2개 또는 제너럴 일렉트릭 사의 YF120 터보팬 엔진 2개
- 행동반경: 865~920 마일(재급유하지 않을 때)
- 속 도: 마하1.8
- 무 장: AIM-9 Sidewinder 4개, AIM-120 AMRAAM 4개
- 승무원: 1명